# Куртуа, Роже
Роже́ Куртуа́ (фр. Roger Courtois; 30 мая 1912, Женева, Швейцария — 5 мая 1972) — французский футболист, нападающий сборной Франции, участник чемпионатов мира 1934 и 1938.

## Карьера

### Клубная
Роже Куртуа — воспитанник женевской «Урании». Дебютировал в команде в сезоне 1932/33, когда провёл 12 матчей и забил 10 голов. По окончании сезона перешёл во французский «Сошо».
В первом сезоне за французский клуб Куртуа забил 23 гола в 23 сыгранных матчах, что позволило ему занять третье место в списке бомбардиров вслед за Иштваном Лукашем и Вальтером Кайзером. В следующем чемпионате форвард забил 29 голов, лишь на 1 мяч отстав от своего одноклубника Андре Абегглена и «Сошо» впервые стал чемпионом Франции. Сезон 1935/36 принёс Куртуа победу в споре бомбардиров: уроженец Швейцарии опередил Оскара Рора из «Страсбура» на 6 забитых мячей. В следующем сезоне Роже Куртуа в составе «Сошо» стал вице-чемпионом и обладателем кубка Франции, а ещё через год — чемпионом страны во второй раз. В сезоне 1938/39 нападающий «Сошо» вновь стал лучшим бомбардиром чемпионата, разделив этот титул с форвардом «Сета» Дезире Кораньи.
Летом 1939 года Куртуа вернулся в Швейцарию, где выступал до 1945 года вначале за «Уранию», а затем за «Лозанну». В составе «Лозанны» Роже Куртуа стал чемпионом и обладателем кубка Швейцарии в 1944 году. В 1945 году форвард вновь перешёл в «Сошо», а с 1952 по 1957 годы выступал за «Труа» в качестве играющего тренера.

### В сборной
Роже Куртуа дебютировал в сборной Франции 6 декабря 1933 года в товарищеском матче с Англией. Во втором для себя матче за сборную 16 декабря 1934 года Куртуа забил мяч в ворота сборной Югославии, принёсший французам победу со счётом 3:2. Форвард дважды (в 1934 и 1938 годах) попадал в заявку национальной сборной для участия в чемпионате мира, однако ни в одном матче на мировых первенствах не сыграл.
13 декабря 1936 года Куртуа провёл последний матч за национальную сборную. Это произошло в товарищеском матче со сборной Португалии. Всего нападающий сыграл за «трёхцветных» 22 товарищеских матча (из которых 1 — в качестве капитана) и забил 10 голов.

### Тренерская
Роже Куртуа начал тренерскую карьеру в клубе «Труа», который возглавлял на протяжении 11 лет. С командой он дважды выходил в Лигу 1 и провёл в высшем дивизионе французского футбола в общей сложности 3 сезона (лучший результат — 17-е место в сезоне 1954/55).
С 1963 по 1965 год Роже Куртуа был главным тренером «Монако» и стал с командой вице-чемпионом Франции в сезоне 1963/64.

## Достижения

### В качестве игрока

#### Клубные
«Сошо»
- Чемпион Франции (2): 1934/35, 1937/38
- Второе место чемпионата Франции: 1936/37
- Обладатель Кубка Франции: 1936/37

«Лозанна»
- Чемпион Швейцарии: 1943/44
- Обладатель Кубка Швейцарии: 1943/44

#### Личные
- Лучший бомбардир чемпионата Франции (2): 1936, 1939[4]
- Лучший бомбардир в истории «Сошо»: 281 гол

### Тренерские
«Монако»
- Второе место чемпионата Франции: 1963/64

## Статистика выступлений

### Клубная карьера
| Клуб             | Сезон            | Лига | Лига | Кубки | Кубки | Итого | Итого |
| Клуб             | Сезон            | Игры | Голы | Игры  | Голы  | Игры  | Голы  |
| ---------------- | ---------------- | ---- | ---- | ----- | ----- | ----- | ----- |
| Урания           | 1932/33          | 12   | 10   | 3     | 7     | 15    | 17    |
| Урания           | Итого            | 12   | 10   | 3     | 7     | 15    | 17    |
| Сошо             | 1933/34          | 24   | 23   | 2     | 2     | 26    | 25    |
| Сошо             | 1934/35          | 27   | 29   | 4     | 6     | 31    | 35    |
| Сошо             | 1935/36          | 28   | 34   | 7     | 11    | 35    | 45    |
| Сошо             | 1936/37          | 19   | 16   | 5     | 9     | 24    | 25    |
| Сошо             | 1937/38          | 26   | 22   | 1     | 0     | 27    | 22    |
| Сошо             | 1938/39          | 23   | 27   | 3     | 1     | 26    | 28    |
| Сошо             | 1939/40          | 0    | 0    | 5     | 4     | 5     | 4     |
| Сошо             | Итого            | 147  | 151  | 27    | 33    | 174   | 184   |
| Лозанна          | 1941/42          | 15   | 2    | 3     | 4     | 18    | 6     |
| Лозанна          | 1942/43          | 26   | 13   | 1     | 1     | 27    | 14    |
| Лозанна          | 1943/44          | 25   | 8    | 5     | 1     | 30    | 9     |
| Лозанна          | 1944/45          | 26   | 12   | 3     | 6     | 29    | 18    |
| Лозанна          | Итого            | 92   | 35   | 12    | 12    | 104   | 47    |
| Сошо             | 1945/46          | 27   | 17   | 3     | 1     | 30    | 18    |
| Сошо             | 1946/47          | 39   | 28   | 4     | 5     | 43    | 33    |
| Сошо             | 1947/48          | 28   | 12   | 4     | 3     | 32    | 15    |
| Сошо             | 1948/49          | 26   | 9    | 1     | 0     | 27    | 9     |
| Сошо             | 1949/50          | 27   | 11   | 3     | 2     | 30    | 13    |
| Сошо             | 1950/51          | 26   | 9    | 2     | 0     | 28    | 9     |
| Сошо             | 1951/52          | 4    | 0    | 1     | 0     | 5     | 0     |
| Сошо             | Итого            | 177  | 86   | 18    | 11    | 195   | 97    |
| Всего за «Сошо»  | Всего за «Сошо»  | 324  | 237  | 45    | 44    | 369   | 281   |
| Труа             | 1953/54          | 8    | 3    | 1     | 2     | 9     | 5     |
| Труа             | 1954/55          | 0    | 0    | 0     | 0     | 0     | 0     |
| Труа             | 1955/56          | 3    | 1    | 0     | 0     | 3     | 1     |
| Труа             | 1956/57          | 3    | 0    | 0     | 0     | 3     | 0     |
| Труа             | 1957/58          | 1    | 0    | 0     | 0     | 1     | 0     |
| Труа             | Итого            | 15   | 4    | 1     | 2     | 16    | 6     |
| Всего за карьеру | Всего за карьеру | 443  | 286  | 61    | 65    | 504   | 351   |

Источник:
- Roger Courtois (фр.). Pari-et-gagne.com. Дата обращения: 4 сентября 2015.

### Выступления за сборную
| Матчи Куртуа за сборную Франции | Матчи Куртуа за сборную Франции | Матчи Куртуа за сборную Франции | Матчи Куртуа за сборную Франции | Матчи Куртуа за сборную Франции | Матчи Куртуа за сборную Франции | Матчи Куртуа за сборную Франции |
| ------------------------------- | ------------------------------- | ------------------------------- | ------------------------------- | ------------------------------- | ------------------------------- | ------------------------------- |
| №                               | Дата                            | Соперник                        | Счёт                            | Голы Куртуа                     | Турнир                          |                                 |
| 1                               | 6 декабря 1933                  | Англия                          | 1:4                             | -                               | Товарищеский матч               |                                 |
| 2                               | 16 декабря 1934                 | Югославия                       | 3:2                             | 1                               | Товарищеский матч               |                                 |
| 3                               | 24 января 1935                  | Испания                         | 0:2                             | -                               | Товарищеский матч               |                                 |
| 4                               | 17 февраля 1935                 | Италия                          | 1:2                             | -                               | Товарищеский матч               |                                 |
| 5                               | 14 апреля 1935                  | Бельгия                         | 1:1                             | 1                               | Товарищеский матч               |                                 |
| 6                               | 19 мая 1935                     | Венгрия                         | 2:0                             | 2                               | Товарищеский матч               |                                 |
| 7                               | 27 октября 1935                 | Швейцария                       | 1:2                             | -                               | Товарищеский матч               |                                 |
| 8                               | 10 ноября 1935                  | Швеция                          | 2:0                             | 1                               | Товарищеский матч               |                                 |
| 9                               | 12 января 1936                  | Нидерланды                      | 1:6                             | 1                               | Товарищеский матч               |                                 |
| 10                              | 9 февраля 1936                  | Чехословакия                    | 0:3                             | -                               | Товарищеский матч               |                                 |
| 11                              | 8 марта 1936                    | Бельгия                         | 3:0                             | 2                               | Товарищеский матч               |                                 |
| 12                              | 13 декабря 1936                 | Югославия                       | 1:0                             | -                               | Товарищеский матч               |                                 |
| 13                              | 21 февраля 1937                 | Бельгия                         | 1:3                             | -                               | Товарищеский матч               |                                 |
| 14                              | 23 мая 1937                     | Ирландия                        | 0:2                             | -                               | Товарищеский матч               |                                 |
| 15                              | 10 октября 1937                 | Швейцария                       | 2:1                             | -                               | Товарищеский матч               |                                 |
| 16                              | 31 октября 1937                 | Нидерланды                      | 3:2                             | 1                               | Товарищеский матч               |                                 |
| 17                              | 5 декабря 1937                  | Италия                          | 0:0                             | -                               | Товарищеский матч               |                                 |
| 18                              | 30 января 1938                  | Бельгия                         | 5:3                             | 1                               | Товарищеский матч               |                                 |
| 19                              | 26 мая 1938                     | Англия                          | 2:4                             | -                               | Товарищеский матч               |                                 |
| 20                              | 16 марта 1939                   | Венгрия                         | 2:2                             | -                               | Товарищеский матч               |                                 |
| 21                              | 28 января 1940                  | Португалия                      | 3:2                             | -                               | Товарищеский матч               |                                 |
| 22                              | 23 марта 1947                   | Португалия                      | 1:0                             | -                               | Товарищеский матч               |                                 |

Итого: 22 матча, 10 голов; 10 побед, 3 ничьих, 9 поражений.